# École Lavoisier
L'école Lavoisier était un établissement d'enseignement primaire supérieur fondé et entretenu par la ville de Paris. Elle fut fondée, sur le modèle de l'école Turgot, en octobre 1872 rue d'Enfer (actuelle rue Henri-Barbusse) dans le 5e arrondissement.
À la suite de la suppression des écoles primaires supérieures en 1941, l'école Lavoisier fut transformée en collège moderne. C'est maintenant un ensemble regroupant le collège et le lycée Lavoisier.

## Élèves
- Paul Charlemagne (1892-1972), artiste peintre[1].

## Sources,
- Nouveau dictionnaire de pédagogie et d'instruction primaire publié sous la direction de Ferdinand Buisson